# Блэки, Чарльз
Чарльз Блэки (англ. Charles Blackie; род. Путаруру) — новозеландский судья. В настоящее время является главным судьёй Верховного суда Островов Питкэрн, а также судьёй окружных судов Новой Зеландии. Бывший командир Королевского военно-морского добровольческого резерва Новой Зеландии. Имеет Почётный орден королевы и Награду для офицеров Королевского военно-морского добровольческого резерва.

## Биография
Родился и вырос в Путаруру и в возрасте 18 лет переехал в Окленд, чтобы изучать право.
Является одним из основателей Ассоциации юристов вооружённых сил Новой Зеландии, а также в настоящее время работает главным судьёй Верховного суда Питкэрна, назначен на эту должность в 2004 году. Курировал судебное разбирательство по делу о сексуальном насилии на Питкэрне в 2004 году, которое широко освещалось зарубежными СМИ. 18 декабря 1998 года был назначен судьёй в окружных судах Новой Зеландии и является старшим судьёй в окружном суде Манукау (Окленд).
В качестве главного судьи Верховного суда Островов Питкэрн присутствовал на открытии Верховного суда Великобритании 16 октября 2009 года.
В Новогоднем списке наград за 2017 год был указан награждённым Почётным орденом королевы.

## Примечание
1. ↑  Chief Judge Russell Johnson. EDEN crescent 31. Дата обращения: 27 сентября 2015. Архивировано 3 марта 2022 года.
2. ↑  Commander C.S (Charles)  Blackie VRD, RNZNVR. Royal New Zealand Navy. Дата обращения: 26 сентября 2015. Архивировано из оригинала 28 сентября 2015 года.
3. ↑  The Judges of the District Court. District Courts of New Zealand. Дата обращения: 26 сентября 2015. Архивировано 28 сентября 2015 года.
4. ↑  HM The Queen officially opens The Supreme Court of the United Kingdom. UK Supreme Court. Дата обращения: 27 сентября 2015. Архивировано 3 августа 2021 года.
5. ↑  New Year Honours 2017 - Citations for Companions of the Queen's Service Order | Department of the Prime Minister and Cabinet (DPMC). Дата обращения: 3 августа 2021. Архивировано 25 апреля 2017 года.